# 上泉徳弥
上泉 徳弥（かみいずみ とくや、1865年11月13日（慶応元年9月25日） -  1946年（昭和21年）11月27日）は、日本の海軍軍人。最終階級は海軍中将。

## 経歴
米沢藩士（興譲館教頭）・上泉清次郎の長男として生まれる。私立米沢中学校、攻玉社を経て、1886年12月、海軍兵学校（12期）を卒業し、1888年1月に海軍少尉任官。海軍大学校で丙号学生として学び、「日進」「葛城」「高千穂」の各分隊長、佐世保海兵団分隊長、呉鎮守府参謀、大連湾要港部副官、「龍田」分隊長、「済遠」砲術長などを経て、1897年12月、海大将校科（1期）を卒業し、さらに水雷術練習所で学んだ。
「鎮遠」水雷長、「八重山」副長、「敷島」回航委員・水雷長、「秋津洲」「千代田」の各副長、佐世保海兵団副長、竹敷要港部第2水雷敷設隊司令、「高砂」副長、軍令部副官、兼同第1局員などを歴任。日露戦争では、大本営運輸通信部参謀であった。「浪速」「吾妻」「生駒」の各艦長、横須賀工廠付、「薩摩」艦長などを経て、1909年12月、海軍少将に進級。
大湊要港部司令官、鎮海防備隊司令官、横須賀水雷団長、横須賀水雷隊司令官、第1艦隊司令官、佐世保水雷隊司令官などを歴任し、1914年12月1日に海軍中将となり予備役に編入された。その後、国風会会長を勤めた。米沢海軍武官会会員。
戦後の1946年（昭和21年）11月27日死去。死去後の1947年（昭和22年）11月28日、公職追放の仮指定を受けた。

## 栄典
位階
- 1891年（明治24年）1月29日 - 正八位[3]
- 1892年（明治25年）3月23日 - 正七位[4]
- 1897年（明治30年）5月31日 - 従六位[5]
- 1900年（明治33年）12月5日 - 正六位[6]
- 1905年（明治38年）2月14日 - 従五位[7]
- 1910年（明治43年）2月21日 - 正五位[8]
- 1915年（大正4年）1月11日 - 従四位[9]

勲章等
- 1895年（明治28年）
  - 11月18日 - 明治二十七八年従軍記章[10]
  - 12月26日 - 勲六等単光旭日章[11]
- 1901年（明治34年）11月1日 - 功四級金鵄勲章・勲四等旭日小綬章[12]
- 1905年（明治38年）11月30日 - 勲三等瑞宝章[13]
- 1906年（明治39年）4月1日 - 功三級金鵄勲章・旭日中綬章・明治三十七八年従軍記章[14]
- 1940年（昭和15年）8月15日 - 紀元二千六百年祝典記念章[15]

外国勲章佩用允許
- 1902年（明治35年）12月22日
  - ベルギー王国：レオポール剣付第四等勲章[16]
  - シャム王国：王冠第三等勲章[16]

## 家族等
- 先妻 政子 -  宮島誠一郎（米沢藩士、貴族院議員）の長女。
- 義兄 - 宮島大八
- 義弟 - 前田清哉
- 義弟 - 山下源太郎（海軍大将）
- 義弟 - 山中柴吉（海軍中将）
- 義弟 - 四竈孝輔（海軍中将）
- 後妻 久子 - 五十嵐力助（米沢藩士、衆議院議員）の長女。
- 義弟 - 黒崎真也（内務官僚）
- 上泉家は戦国武将であり剣豪として名高い上泉信綱の孫といわれる上泉泰綱の子孫の家系。

## その他
- 海軍内部きっての右派として知られた。
- 日露戦争開戦前、若手の陸海軍軍人、官僚が料亭「湖月亭」に集い、早期開戦を訴えた。この通称「湖月会（湖月組）」の一人である（秋山真之も参加）。
- 攻玉社在学中には以下の有名なエピソードがある。
  - 入学に当たって校長の近藤真琴に面会した際、「お前が校長先生か」と口にして、「口のきき方を知らぬ」と激怒させた。周囲の者から、米沢弁では誰が相手でも「お前」なのだと聞かされ、怒りを解いたという。
  - 教室のランプのオイルを入れる時に、誤って油を机にこぼしてしまった。「揮発性だから燃焼させれば蒸発するだろう」とひらめき、火をつけて机を炎上させてしまった。
- 映画「二百三高地」では上泉中佐を若林豪が演じている。

## 文献
- 長沢直太郎編『上泉徳弥伝』上泉きう、1955年。
- 外山操編『陸海軍将官人事総覧 海軍篇』芙蓉書房出版、1981年。
- 上泉徳弥関係文書研究会「資料「上泉徳弥関係文書」解題及び目録」（法学研究<慶應義塾大学法学研究会>72-1、1999年）
- 福川秀樹『日本海軍将官辞典』芙蓉書房出版、2000年。
- 秦郁彦編『日本陸海軍総合事典』第2版、東京大学出版会、2005年。
- 飯森明子「上泉徳弥」（伊藤隆、季武嘉也編『近現代日本人物史料情報辞典 3』吉川弘文館、2007年12月、ISBN 978-4-642-01447-2）
- 松野良寅『海軍王国の誕生』米沢有為会、1997年。